# Iglesia de Nuestra Señora del Collado (Segura de la Sierra)

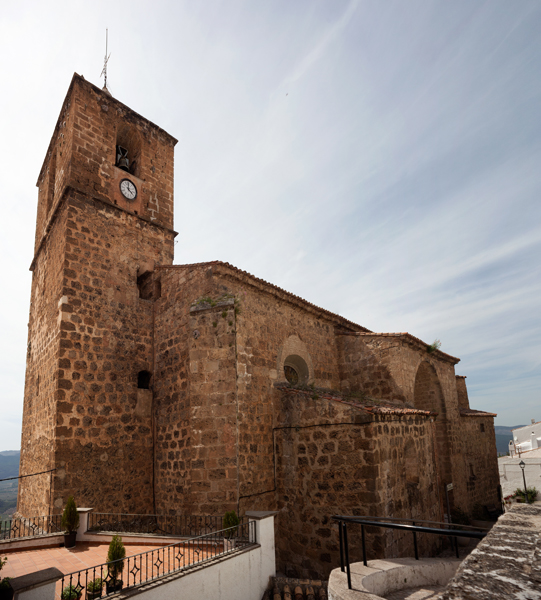
Iglesia de Nuestra Señora del Collado

La iglesia parroquial de Nuestra Señora del Collado de Segura de la Sierra (Provincia de Jaén, España) al parecer tiene un origen románico, pero no se puede asegurar debido a que las tropas napoleónicas la incendiaron en su huida en 1810 y fue reconstruida en 1815 por el Infante Francisco de Paula Antonio. El templo también fue incendiado durante la guerra civil, en 1936.

## Descripción
La iglesia se compone de una única nave rectangular con bóveda. Tres capillas se abren en su planta, la más próxima al Evangelio se abre con un arco de medio punto y custodia una serie de iconografías representados el Santo Entierro, San José, etc. La segunda capilla, al lado de la Epístola, tiene una estructura similar. La última capilla tiene una talla de gran valor artístico, La Virgen de la Peña. Se trata de una pequeña virgen de alabastro, procedente al parecer del monasterio franciscano de la Virgen de la Peña, cercano a Orcera. La pieza se cree gótica y cabría fecharla en el siglo XIV, lo que la convierte en una de las más antiguas de Jaén. Recientemente ha sido restaurada.
En el exterior de la iglesia destaca su torre construida de mampostería y de planta cuadrangular, con un segundo cuerpo de campanas terminado en una pirámide octogonal y cruz de hierro. Sus dos portadas se abren con arcos de medio punto y una de ellas presenta un escudo con la Cruz de Santiago, mientras que la otra exhibe figuras de un querubín y alegóricas.

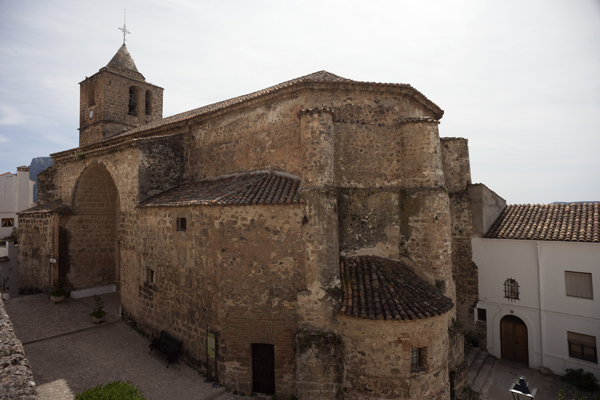
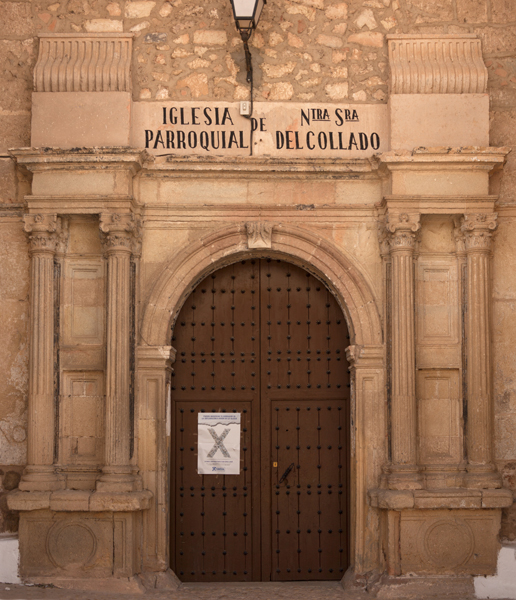
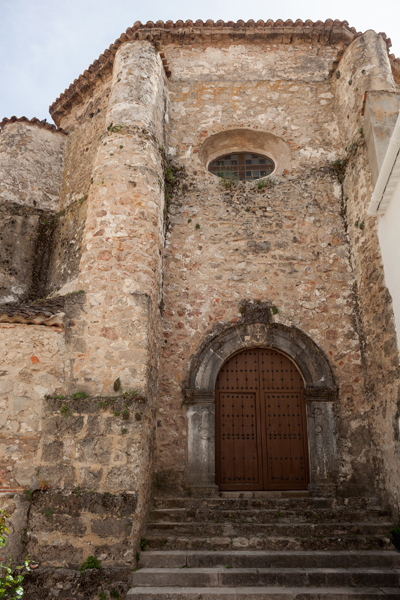
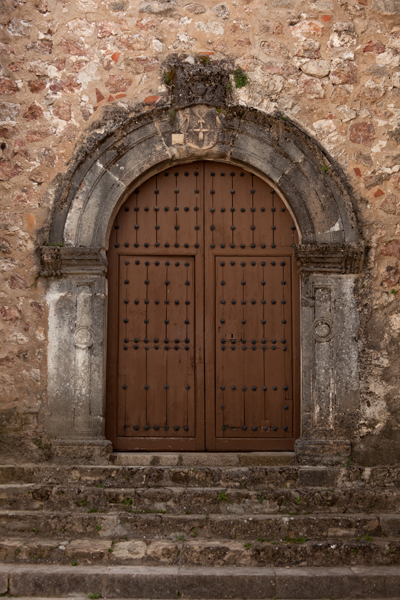
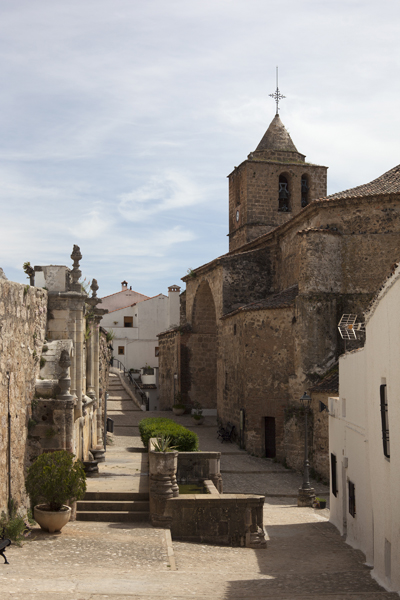
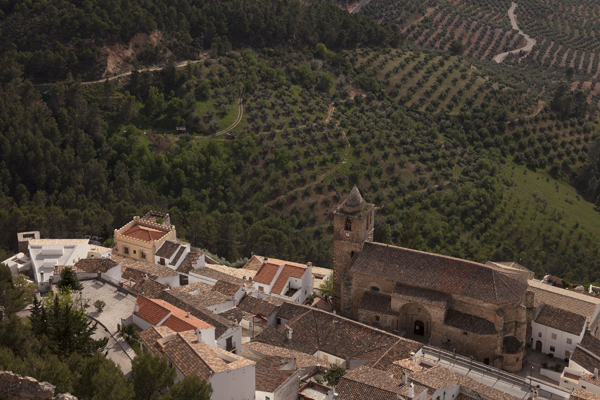